# Albay
Albay é um província de  primeira classe de renda da província (d) na região Região de Bicol (Região V), nas Filipinas. De acordo com o censo de 1 de maio  de  2020 possui uma população de 1 374 768 pessoas e 275 601 domicílios.
A sua capital é Legazpi.

## Subdivisões
Municípios
- Bacacay
- Camalig
- Daraga
- Guinobatan
- Jovellar
- Libon
- Malilipot
- Malinao
- Manito
- Oas
- Pio Duran
- Polangui
- Rapu-Rapu
- Santo Domingo
- Tiwi

Cidades
- Legazpi
- Ligao
- Tabaco